# Erton Fejzullahu

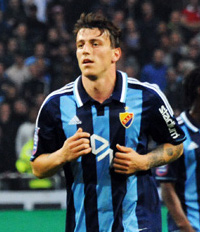
Fejzullahu mientras jugaba en el Djurgårdens IF, 2013.

Erton Fejzullahu (Titova Mitrovica, 9 de abril de 1988) es un futbolista sueco-kosovar que actúa como delantero. y estuvo en el club de la segunda división china.

## Carrera en lugares

### Mjällby AIF
En su primera temporada profesional, firmó por el club sueco Mjällby AIF, que en la época jugaba por la Superettan, la segunda división sueca. Allá, consiguió firmarse en el equipo principal y consiguió ser uno de los artilleros del campeonato, con 13 goles en 14 juegos solamente en la primera mitad de la temporada y fue llave en la eliminación de dos equipos de la primera división en la Copa de Suecia.

### NEC Nijmegen
El 17 de julio de 2019, el club holandés NEC Nijmegen ha obtenido los derechos de Erton un contrato de cuatro años. En la primera temporada, era titular de regular por el club, pero en la segunda parte de su tiempo de juego se redujo y fue cedido al Randers, Dinamarca. Fue cedido de nuevo, pero esta vez a su antiguo club, el Manchester. Erton más tarde dijo que tal dificultad existía porque estaba en mala forma mental y física de la época. Se quedó con el equipo por un año y logró mejorar su forma, marcando seis goles en 15 partidos en la temporada 2012.

### Djurgårdens IF
El Djurgårdens IF consiguió contratar a Erton por un valor positivo reportado de 10 millones de coronas suecas.

### Beijing Guoan
Erton fue prestado al Beijing Guoan en julio de 2014. Hizo suya estrenado por el Beijing Guoan en 30 de julio de 2014 con una grande performance, haciendo 2 goles y una asistencia, aumentando rápidamente su popularidad como extranjero en el club. 

### Dalian Transcendence
En 25 de enero de 2016, Erton continuó su carrera en China firmando con el Dalian Transcendence, club de la segunda división nacional.

## Carrera internacional

### Suecia
En diciembre de 2012, tuvo su primera convocatoria para la Selección Sueca para un tour de tres juegos que harían en enero de 2013. Hizo suya estrena en 23 de enero, haciendo el gol de empate en el 1 a 1 contra a Corea del Norte en King's Cup de 2013. A Suecia vino a ganar por 4 a 1 en los penaltis.